# AB Hem på landet

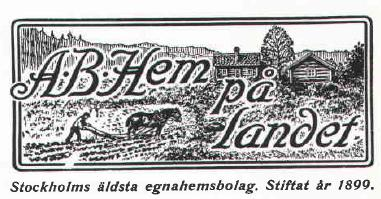
Från AB Hem på Landets annonser.

AB Hem på landet började sin verksamhet 1899 efter en ombildning från den 1889 startade föreningen Egna Hem. AB Hem på Landet finns fortfarande (2008) registrerat som företag och var 1999 upptaget som ett helägt dotterbolag till JM AB

## Historia

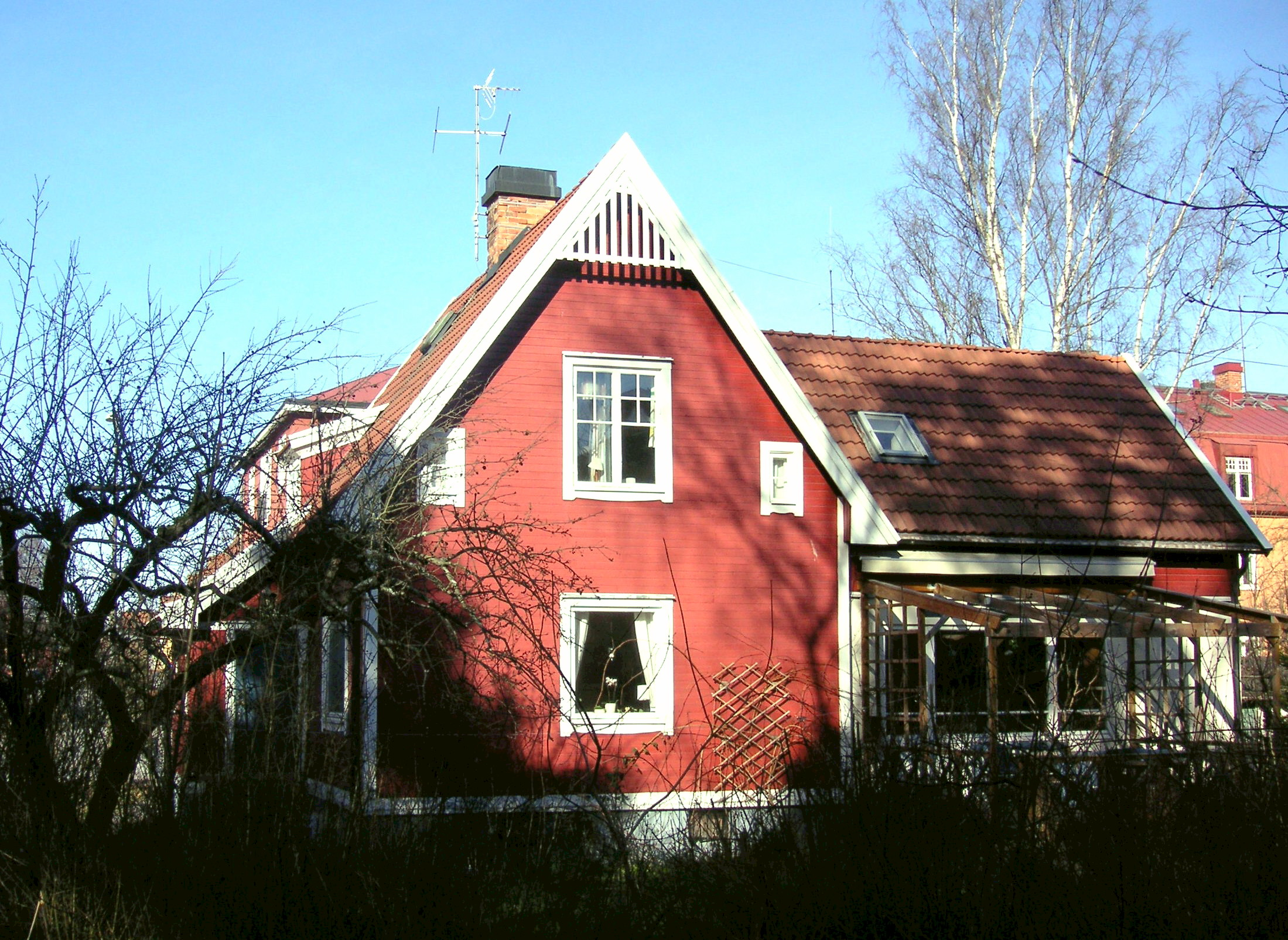
Typisk trävilla i stadsdelen Gamla Enskede i södra Stockholm

AB Hem på landet bidrog i uppförandet av flera egnahemsområden och hade sin storhetstid under tiden före första världskriget, men skulle vara verksamt stora delar av 1900-talet. Företaget köpte upp och styckade tomter som försåldes till arbetare och lägre tjänstemän. Företaget ordnade med vägar och annat för samhället nödvändiga faciliteter samt för egenbyggarna tillhandahöll även ritningar på typhus.
AB Hem på landet var ett företag som ombildades från den 1889 startade föreningen Egna Hem. Initiativet till föreningen togs av arbetare och chefer vid de stora företagen L M Ericsson och AB Separator. Ombildningen från förening till företag skedde med hjälp av Carl Alm och Sundbybergs grundare, Anders Petter Löfström. Företaget fick ett uppsving av skapandet av statens egnahemslånefond som inrättats 1904. Arkitekten Carl Alfred Danielsson-Bååk (1872–1967) var en av dem som ritade villor för AB Hem på landet.
AB Hem på Landet har bland annat verkat i Duvbo, Spånga, Älvsjö och Gamla Enskede. Skogs-Ekeby i Tungelsta tillhörde de första egendomarna som förvärvades av Hem på landet för uppstyckning till småbrukarhem.
I Duvbo (Sundbyberg) berättas att Duvbo-stinsen Verner Karlsson mellan tågankomsterna arbetade som tomtförsäljare av gården Dufvebols mark som friköpts från släkten Löfström till AB Hem På Landet
.